# تیمندورفر شتراند
تیمندورفر شتراند (به آلمانی: Timmendorfer Strand) یک شهر در آلمان است که در استهلشتاین واقع شده‌است. تیمندورفر شتراند ۹٬۰۳۴ نفر جمعیت دارد.